# العلاقات الأسترالية الإسواتينية
العلاقات الأسترالية الإسواتينية هي العلاقات الثنائية التي تجمع بين أستراليا وإسواتيني.

## مقارنة بين البلدين
هذه مقارنة عامة ومرجعية للدولتين:
| وجه المقارنة                                              | أستراليا                                   | إسواتيني                                   |
| --------------------------------------------------------- | ------------------------------------------ | ------------------------------------------ |
| المساحة (كم2)                                             | 7.69 مليون                                 | 17.36 ألف                                  |
| عدد السكان (نسمة)                                         | 24.51 مليون                                | 1.37 مليون                                 |
| الكثافة السكانية (ن./كم²)                                 | 3.19                                       | 78.92                                      |
| العاصمة                                                   | كانبرا، ملبورن                             | لوبامبا، مبابان                            |
| اللغة الرسمية                                             | لغة إنجليزية                               | لغة إنجليزية، لغة سوازي                    |
| العملة                                                    | دولار أسترالي، جنيه إسترليني، جنيه أسترالي | ليلانغيني سوازيلندي                        |
| الناتج المحلي الإجمالي (بليون دولار)                      | 1.32 تريليون                               | 4.41 مليار                                 |
| الناتج المحلي الإجمالي (تعادل القوة الشرائية) بليون دولار | 1.10 تريليون                               | 11.13 مليار                                |
| الناتج المحلي الإجمالي الاسمي للفرد دولار أمريكي          | 56.31 ألف                                  | 3.20 ألف                                   |
| الناتج المحلي الإجمالي للفرد دولار أمريكي                 | 45.92 ألف                                  | 8.29 ألف                                   |
| مؤشر التنمية البشرية                                      | 0.939                                      | 0.531                                      |
| رمز المكالمات الدولي                                      | +61                                        | +268                                       |
| رمز الإنترنت                                              | .au                                        | .sz                                        |
| المنطقة الزمنية                                           |                                            | التوقيت القياسي لجنوب أفريقيا، ت ع م+02:00 |

## منظمات دولية مشتركة
يشترك البلدان في عضوية مجموعة من المنظمات الدولية، منها:
| علم المنظمة | اسم المنظمة                               | تاريخ انضمام أستراليا | تاريخ انضمام إسواتيني |
| ----------- | ----------------------------------------- | --------------------- | --------------------- |
|             | الاتحاد البريدي العالمي                   | ?                     | ?                     |
|             | يونسكو                                    | 4 نوفمبر 1946         | 25 يناير 1978         |
|             | البنك الدولي للإنشاء والتعمير             | 5 أغسطس 1947          | 22 سبتمبر 1969        |
|             | منظمة التجارة العالمية                    | ?                     | ?                     |
|             | وكالة ضمان الاستثمار متعدد الأطراف        | 10 فبراير 1999        | 18 أبريل 1990         |
|             | دول الكومنولث                             | ?                     | ?                     |
|             | الاتحاد الدولي للاتصالات                  | 27 مايو 1878          | 11 نوفمبر 1970        |
|             | منظمة الشرطة الجنائية الدولية             | ?                     | ?                     |
|             | مؤسسة التمويل الدولية                     | 20 يوليو 1956         | 22 سبتمبر 1969        |
|             | الأمم المتحدة                             | 1 نوفمبر 1945         | 24 سبتمبر 1968        |
|             | مؤسسة التنمية الدولية                     | 24 سبتمبر 1960        | 22 سبتمبر 1969        |
|             | منظمة حظر الأسلحة الكيميائية              | ?                     | ?                     |
|             | المركز الدولي لتسوية المنازعات الاستشارية | 1 يونيو 1991          | 14 يوليو 1971         |

## وصلات خارجية
- موقع وزارة الخارجية الأسترالية